# 24123 Тімотічанг
24123 Тімотічанг (24123 Timothychang) — астероїд головного поясу, відкритий 3 листопада 1999 року.
Тіссеранів параметр щодо Юпітера — 3,421.